# Институт преобразования химической энергии Общества Макса Планка
Институт преобразования химической энергии Общества Макса Планка (нем. Max-Planck-Institut für Chemische Energiekonversion, MPI CEC) — научно-исследовательское учреждение в Мюльхайме-ан-дер-Руре, Германия.

## Сфера деятельности
Институт занимается исследованиями фундаментальными химическими процессами в хранении и преобразовании энергии из возобновляемых ресурсов, таких как солнце и ветер, таким образом, чтобы её можно было использовать независимо от времени и местоположения источника.

## Отделы
- Неорганическая спектроскопия (Директор: Серена ДеБир),
- Электросинтез (Директор: Зигфрид Р. Вальдфогель)[3],
- Молекулярный катализ (Директор: Уолтер Лейтнер).

## История
Институт возник на базе самостоятельного отдела радиационной химии Института исследования угля Общества Макса Планка, созданного в 1958 году. Директором-основателем этого отдела был химик Гюнтер Отто Шенк из Геттингенского университета. В 1973 году кафедра была переименована в «Институт радиационной химии угольных исследований Общества Макса Планка» (нем. Institut für Strahlenchemie im MPI für Kohlenforschung). В 1981 году кафедра получила статус независимого Института радиационной химии Общества Макса Планка (нем. Max-Planck-Institut für Strahlenchemie). После назначения химика из Бохума Карла Вигхардта началась реорганизация исследований. С 2003 по 2012 год институт назывался Институтом бионеорганической химии Макса Планка (нем. Max-Planck-Institut für bioanorganische Chemie). В 2012 году он был переименован и реструктурирован и теперь носит название «Институт преобразования химической энергии Общества Макса Планка».
Почетными директорами института являются:
- Вольфганг Любиц, кафедра биофизической химии[6]
- Роберт Шлёгль, Гетерогенные реакции[7]

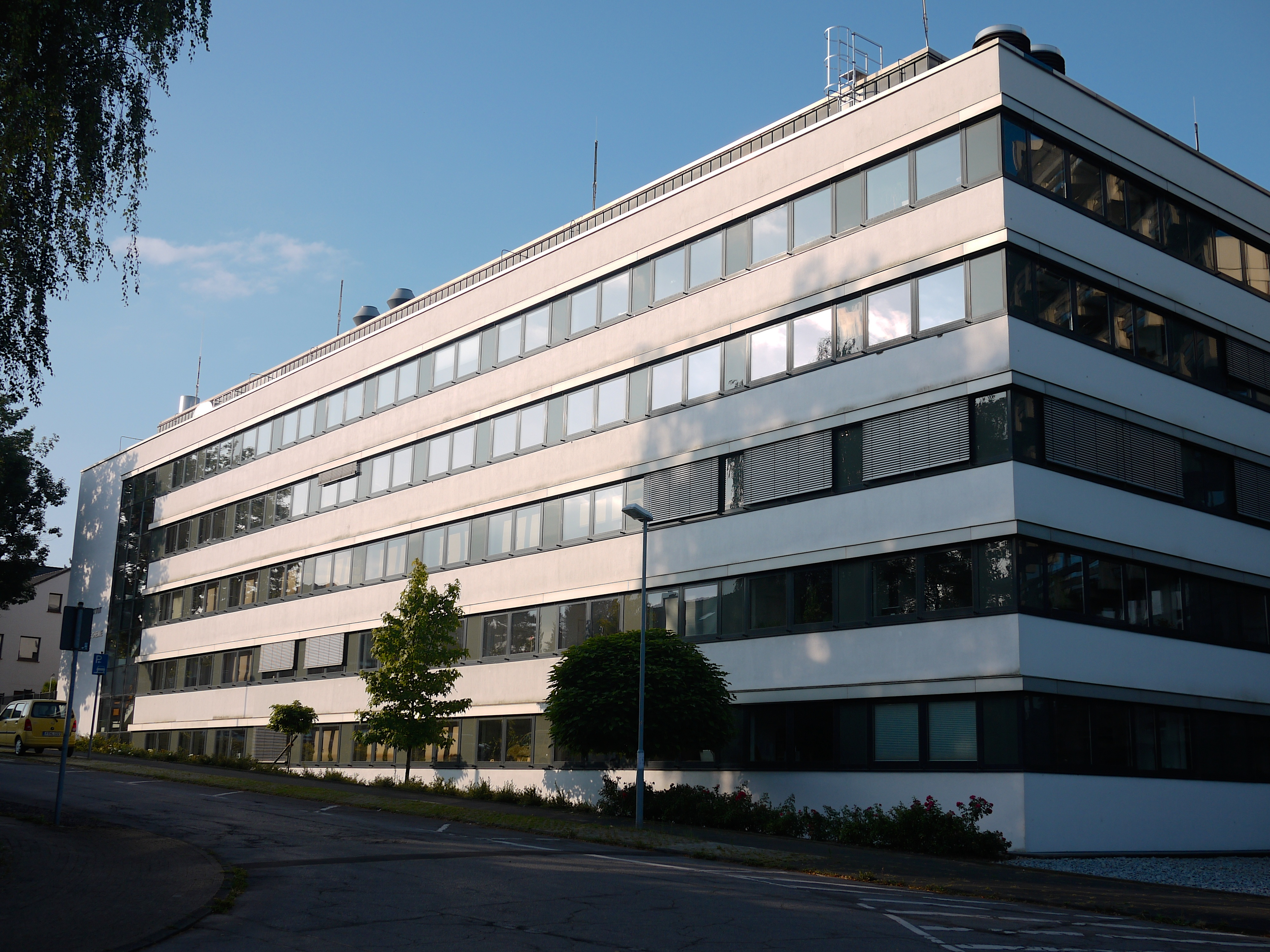

## Внешние ссылки
- Сайт института
- Публикации института на сервере MPG eDoc (библиография)